# Staf Pelckmans
Gustaaf (Staf) Pelckmans (Hoogstraten, 1 oktober 1958) is een Belgisch politicus voor Groen.

## Levensloop
Pelckmans werd in 1981 licentiaat in de communicatiewetenschappen aan de Katholieke Universiteit Leuven. Van 1982 tot 1986 was hij cultuurmedewerker en van 1987 tot 2009 stafmedewerker en directeur van de stad Turnhout. Vervolgens was hij van 2009 tot 2019 afgevaardigd bestuurder en directeur van het Turnhoutse cultuurhuis De Warande.
Bij de Vlaamse verkiezingen van 26 mei 2019 werd Pelckmans vanop de derde plaats van de Groen-lijst voor de kieskring Antwerpen verkozen in het Vlaams Parlement. Hij behaalde 6.307 voorkeurstemmen.
In mei 2021 verliet Pelckmans het Vlaams Parlement en ging hij met pensioen.